# 沙花叉クロヱ
沙花叉 クロヱ（さかまた クロヱ、英: Sakamata Chloe）は、日本の元バーチャルYouTuber、元バーチャルアイドル。ホロライブプロダクションの女性バーチャルYouTuberグループ・ホロライブの6期生「秘密結社holoX」のメンバー（掃除屋兼インターン生）として2021年11月29日に配信デビュー、2025年1月26日をもって配信活動を終了した。

## 概要
誕生日は5月18日。身長148センチ。挨拶は「ばっくばっくばくーん！ 秘密結社ホロックスの掃除屋でインターン、シャチの沙花叉クロヱです！」など。愛称は「クロたん」など。一人称は「沙花叉」。
キャラクターデザインはパセリ、Live2D制作は入江燈、3Dモデル制作はゆーけーがそれぞれ担当した。
ファンネームは「飼育員」、メンバーシップネームは「飼育員さん」。

### 人物・エピソード
- ロングスリーパーであり、1日に約12時間は寝る体質とのこと[12]。
- 2022年7月13日に行われた歌枠にて、謎のささやき声が聞こえる心霊現象が起きた[13]。その後、復活歌枠を実施した[14]。
- 好きなホロライブメンバーは紫咲シオン[15]。
- 2024年1月4日、39.3度の高熱が出たため病院で検査したところ新型コロナウイルスの陽性反応が出たため、一時活動を休止[16]。同月23日、ゲーム『UNDERTALE』の配信「復帰配信！サンズ戦リベンジ Gルート初見プレイ！」を23時から行い、活動再開[17]。

### 評価
初配信から1年後の2022年11月29日時点でチャンネル登録者数が90万人を突破した。また、沙花叉自身が作詞・作曲を行った楽曲「人生リセットボタンぽちーw」がTikTokで拡散しヒットするなど、活動の場はYouTubeにとどまらない。その歌唱力は圧倒的で、歌声が多彩と評される。さらに、長時間・ゲーム愛にあふれたゲーム配信や、奇抜さのあるリスナーとの交流も魅力的であるとされる。

## 略歴

### 2021年
- 11月26日、Twitterにて初ツイート[20]。
- 11月26日、YouTubeの登録者数がデビュー前に10万人を達成[21]。
- 11月29日、YouTubeにて初配信を行いデビュー[22][12]。
- 12月10日、YouTubeの収益化が解禁される[23]。

### 2022年
- 1月1日、お正月新衣装とメンバーシップを解禁[24][25][26]。
- 6月13日、3Dモデルお披露目配信を実施[27][28]。
- 8月17日、水着衣装をお披露目[29]。
- 8月、ユニット「UMISEA」への加入が発表された[30]。

### 2023年
- 2月18日、YouTubeのチャンネル登録者数が100万人を突破した[31]。
- 4月、マクセル アクアパーク品川にてコラボイベントを開催した[31]。

### 2024年
- 11月29日、自身のYouTubeチャンネルにて活動3周年を記念した配信「これまでの沙花叉とこれからの沙花叉」を21時から行い、その冒頭にて「沙花叉クロヱとしての配信活動を終了し、1月末頃に卒業することを決めました」とホロライブプロダクションから卒業する事を発表した[32][注釈 1]。卒業の理由に関しては、同配信の中で「ホロライブ以外の形でやりたい事が自分の中で見つかったから」（自分のやりたい事と会社の方針のずれ）を一番の理由に挙げており[34]、そのずれによって「自分のやりたいことっていうのが出来なくなっているなと感じていました」と説明した。そのほかの理由には「稼働量の多さ」や「通院が必要なレベルで体調を崩している」などを挙げており、体調については、連絡や収録物に追われている影響で喉の調子が常に悪い事やストレス症状などを挙げた[34]。この決断に至るまでには同事務所と沢山話し合ったといい、今後、自身が行う個人活動に関しても応援してくれているとのこと[34]。活動終了日に関しては、同配信の途中である21時8分に同事務所の公式Xとウェブサイトのニュースにて2025年1月26日であることが発表されたが、公式の発表における彼女の扱いは「卒業」ではなく「配信活動終了」となっている[35][36]。同事務所においてこのような形での活動終了は、同年10月1日に活動終了したホロライブEnglishのユニット「Myth」の一員であるワトソン・アメリア[注釈 2]に続いて2人目であり、今回の配信活動終了にあたり、同事務所を運営するカバーの公式noteアカウント「カバー株式会社 公式note」にて配信活動終了についての運営としての考えが公開された[39]。

### 2025年
- 1月26日、自身のYouTubeチャンネルにて配信活動終了前最後となるライブ配信「沙花叉クロヱ卒業ライブ」を21時から行い、ホロライブプロダクション側の発表通り配信活動終了した[40]。これに伴い、同事務所の公式ウェブサイトの所属タレント一覧には名前の先頭に「配信活動終了」の表記が、自身のYouTubeチャンネルの説明欄とXアカウントのプロフィールには「2025年01月26日（日）配信活動終了」の文言がそれぞれ追加された。また、同日の到着分をもってファンレターの受付を終了[36]。
- 4月26日、紫咲シオンの卒業配信にサプライズ出演し、紫咲シオンと共にRADWIMPSの「スパークル」を披露した[41]。
- 4月30日、同日の23時59分59秒をもって自身のYouTubeのメンバーシップが閉鎖[36]。

## 主な出演

### ライブ
- 「hololive 4th fes. Our Bright Parade Supported By Bushiroad」DAY1（2023年3月18日、幕張メッセ）[42]
- Blue Journey 1st Live「夜明けのうた」（2023年9月13日、東京ガーデンシアター）[43]
- 「hololive 5th fes. Capture the Moment Supported By Bushiroad」（2024年3月16日 - 3月17日、幕張メッセ）[44][45]

### インターネット番組
- ホロライブ X セガNET麻雀MJ 「超越エキシビジョン」（2022年7月29日、YouTube）[46]

### 雑誌
- 『VTuberスタイル』2022年8月号、アプリスタイル、2022年7月28日。ASIN B0B4WRPXN9。 - 表紙、巻頭特集[47]

### 漫画
- 原作：カバー、脚本：オムカレー、漫画：おかだアンミツ『ホロックスみーてぃんぐ』集英社、少年ジャンプ+、2022年11月[48]

### ゲーム
- 妖怪ウォッチ ぷにぷに（2023年9月1日 - 15日） - コラボイベント期間にゲーム内キャラクターとして追加[49]。
- キュービックスターズ（2023年11月22日 - 12月13日） - コラボイベント期間にゲーム内キャラクターとして追加[50]。

## タイアップ
- パルコ（2022年8月10日 - 8月31日） - ホロライブ・サマー2022の開催決定を記念したデジタルスタンプラリーを実施[51]。
- セブン-イレブン（2022年10月1日 - ） - ホロライブ6期生のハロウィン限定グッズが販売[52]。
- RED° TOKYO TOWER（2022年11月3日 - 11月27日） - コラボデザインのチップで遊べる「ポーカー」や同時開催の「RED° E-SAUNA UENO」でオリジナルのサウナハットやタオルが先行で入手でき、等身大パネルが設置されたでサウナを楽しむことができる[53]。
- マクセル アクアパーク品川（2023年4月8日 - 4月23日の毎週土日） - 100万人記念イベントとして実施[31]。
- 「ホロライブ神田祭2023」（2023年5月） - 神田祭、アトレ秋葉原とのコラボイベント[54]。

## ディスコグラフィ
○出典：hololive（ホロライブ）公式サイト

### 沙花叉クロヱ

#### シングル
| 発売日         | タイトル                             | 品番     | 出典   |
| -------------- | ------------------------------------ | -------- | ------ |
| 2022年8月14日  | 人生リセットボタンぽちーw            | CVRD-195 | [ 55 ] |
| 2023年1月8日   | 擬態ごっこ                           | CVRD-252 | [ 56 ] |
| 2023年5月19日  | パラライズ                           | CVRD-289 | [ 57 ] |
| 2023年11月30日 | 右左君君右下上目きゅるんめちょかわ！ | CVRD-363 | [ 58 ] |
| 2024年11月30日 | モードク                             | CVRD-503 | [ 59 ] |
| 2025年1月18日  | 混ざる鈍色                           | CVRD-527 | [ 60 ] |

### 秘密結社holoX

#### シングル
| 発売日         | タイトル                       | 品番     | 出典   |
| -------------- | ------------------------------ | -------- | ------ |
| 2022年12月5日  | 常夜リペイント                 | CVRD-240 | [ 61 ] |
| 2023年8月20日  | 迷宮なラビリンス               | CVRD-320 | [ 62 ] |
| 2023年12月3日  | 饗宴ソリダリティ〜SHAKE★NABE〜 | CVRD-369 | [ 63 ] |
| 2024年7月13日  | ちょ～ゆめドデッカい！         | CVRD-440 | [ 64 ] |
| 2024年11月19日 | 暁光クロニクル                 | CVRD-505 | [ 65 ] |

### hololive IDOL PROJECT

#### シングル
| 発売日        | タイトル                                            | 品番     | 出典   |
| ------------- | --------------------------------------------------- | -------- | ------ |
| 2022年8月19日 | 飛んでK！ホロライブサマー                           | CVRD-199 | [ 66 ] |
| 2022年8月22日 | ホロメン音頭                                        | CVRD-200 | [ 67 ] |
| 2023年3月9日  | Our Bright Parade                                   | CVRD-267 | [ 68 ] |
| 2023年12月2日 | Merry Holy Date♡                                    | CVRD-366 | [ 69 ] |
| 2024年3月15日 | ホロライブ言えるかな？hololive SUPER EXPO 2024 ver. | CVRD-406 | [ 70 ] |

### 魔法少女ホロウィッチ！

#### シングル
| 発売日        | タイトル              | 品番     | 出典   |
| ------------- | --------------------- | -------- | ------ |
| 2024年5月31日 | はじまりの魔法-charm- | CVRD-428 | [ 71 ] |
| 2024年8月25日 | On your side          | CVRD-460 | [ 72 ] |

### UMISEA

#### シングル
| 発売日        | タイトル                       | 品番     | 出典   |
| ------------- | ------------------------------ | -------- | ------ |
| 2022年8月29日 | りゅーーっときてきゅーーっ!!!  | CVRD-205 | [ 73 ] |
| 2023年5月3日  | うみシーのさちハピ！           | CVRD-286 | [ 74 ] |
| 2023年8月14日 | おーしゃんうぇーぶ・Party☆らぃ | CVRD-318 | [ 75 ] |

### その他の参加作品

#### シングル
| 発売日         | タイトル               | アーティスト                               | 品番     | 出典   |
| -------------- | ---------------------- | ------------------------------------------ | -------- | ------ |
| 2024年2月7日   | 水たまり               | Blue Journey                               | -        | [ 76 ] |
| 2024年2月22日  | ラブフラストレーション | DYES IWASAKI & 沙花叉クロヱ                | -        |        |
| 2024年12月23日 | 天界弩級オシゴトロード | かなけん（天音かなた、沙花叉クロヱ、AZKi） | CVRD-518 | [ 77 ] |

#### アルバム
| 発売日        | タイトル                  | アーティスト          | 品番      | 出典   |
| ------------- | ------------------------- | --------------------- | --------- | ------ |
| 2023年9月6日  | 夜明けのうた              | Blue Journey          | -         | [ 78 ] |
| 2024年2月27日 | ほろはにヶ丘高校 -Covers- | hololive × HoneyWorks | HLP-10005 | [ 79 ] |

### 未配信楽曲
| YouTube公開日 | タイトル           |
| ------------- | ------------------ |
| 2022年3月26日 | 耀かし             |
| 2022年4月30日 | Hurt you           |
| 2022年4月30日 | Hurt you 日本語Ver |
| 2025年1月22日 | RUNRUNRUN          |
| 2025年1月26日 | 光あれ             |